# 景洪新园蛛
景洪新园蛛（学名：Neoscona jinghongensis）为园蛛科新园蛛属的动物。在中国大陆，分布于云南等地。其种加词“jinghongensis”意为“景洪的”。该物种的模式产地在云南景洪。